# Stereophonics
Die Stereophonics sind eine walisische Rockband. Sie wurde 2005 durch den Song Dakota international bekannt.

## Bandgeschichte
Die Band wurde 1992 in Cwmaman (Südwales) zunächst unter dem Namen Tragic Love Company gegründet. Der Name war inspiriert von den Lieblingsbands der Mitglieder The Tragically Hip, Mother Love Bone und Bad Company. Anfänglich trat die Band mit Coverversionen auf.
Später änderte die Band ihren Namen auf „Stereophonics“. Dies war die Typenbezeichnung eines Grammophons der Großmutter des Schlagzeugers Stuart Cable. Im August 1996 waren die Stereophonics eine der ersten Bands auf Richard Bransons Plattenlabel V2. Danach folgten ihr erstes Album Word gets around und erste Erfolge. 1998 erhielten sie den Brit Award als „Best New Group“.
Die darauf folgenden Alben Performance and Cocktails, Just Enough Education to Perform, You Gotta Go There to Come Back, Language.Sex.Violence.Other? und Pull the Pin erreichten alle Platz 1 in den britischen Charts. Ihr Hit Maybe Tomorrow ist Soundtrack des Films Sehnsüchtig und ist am Ende des Films L. A. Crash zu hören. Zudem sangen sie den Titelsong zu den Dokumentarserien Long Way Round, Long Way Down und Long Way Up mit Ewan McGregor und Charley Boorman.
Nach der Veröffentlichung von You Gotta Go There to Come Back im September 2003 verließ der Schlagzeuger und Mitbegründer Stuart Cable nach internen Differenzen die Band und wurde zunächst durch Steve Gorman ersetzt, den Schlagzeuger der zwischenzeitlich getrennten Black Crowes. Im Dezember 2004 nahm der Argentinier Javier Weyler seinen Platz ein. Kelly Jones lernte ihn 2003 auf der Tour durch Argentinien auf einer Party in Buenos Aires kennen und schätzen. Nach Language.Sex.Violence.Other? (LSVO) im Jahr 2005 erschien 2006 das erste Live-Album Live from Dakota zur LSVO-Tour. 2007 folgte Pull the Pin und stürmte schon in der ersten Woche auf Platz 1 der britischen Charts. Auf der folgenden Tour arbeitete die Band zusammen mit dem Gitarristen Adam Zindani. In den 90er Jahren war er als Gitarrist der Band Babylon Zoo bekannt geworden; 2008 arbeitete er weiter mit den Stereophonics zusammen wie auch mit seiner eigenen Band, Casino, dort als Sänger und Gitarrist. Ebenfalls 2008 wurde A Decade in the Sun: The Best of Stereophonics veröffentlicht. Best-of- und Live-Album mitgezählt, erschien 2009 das inzwischen neunte Album mit dem Namen Keep Calm and Carry On zusammen mit der Singleauskopplung Innocent. Nach dem Tod des ersten Schlagzeugers Stuart Cable am 7. Juni 2010 starteten Fans eine Facebook-Kampagne, um den ersten Stereophonics-Hit Local Boy in the Photograph an die Spitze der UK-Charts zu bringen, das Lied erreichte aber lediglich Platz 60. Im Juli 2012 verließ Javier Weyler die Band und wurde im September 2012 durch Jamie Morrison ersetzt. Das achte Studioalbum Graffiti on the Train erschien 2013.

## Diskografie
Studioalben

| Jahr | Titel                            | Höchstplatzierung, Gesamtwochen, AuszeichnungChartplatzierungen (Jahr, Titel, Platzierungen, Wochen, Auszeichnungen, Anmerkungen) | Höchstplatzierung, Gesamtwochen, AuszeichnungChartplatzierungen (Jahr, Titel, Platzierungen, Wochen, Auszeichnungen, Anmerkungen) | Höchstplatzierung, Gesamtwochen, AuszeichnungChartplatzierungen (Jahr, Titel, Platzierungen, Wochen, Auszeichnungen, Anmerkungen) | Höchstplatzierung, Gesamtwochen, AuszeichnungChartplatzierungen (Jahr, Titel, Platzierungen, Wochen, Auszeichnungen, Anmerkungen) | Höchstplatzierung, Gesamtwochen, AuszeichnungChartplatzierungen (Jahr, Titel, Platzierungen, Wochen, Auszeichnungen, Anmerkungen) | Anmerkungen                              |
| Jahr | Titel                            | DE | AT | CH | UK | US | Anmerkungen                              |
| ---- | -------------------------------- | --- | --- | --- | --- | --- | ---------------------------------------- |
| 1997 | Word Gets Around                 | — | — | — | UK6 ×3Dreifachplatin · (162 Wo.)UK                                                                                                | — | Erstveröffentlichung: 25. August 1997    |
| 1999 | Performance and Cocktails        | DE82 (1 Wo.)DE | — | — | UK1 ×6Sechsfachplatin · (121 Wo.)UK                                                                                               | — | Erstveröffentlichung: 8. März 1999       |
| 2001 | Just Enough Education to Perform | DE35 (4 Wo.)DE | AT33 (5 Wo.)AT | CH29 (8 Wo.)CH | UK1 ×6Sechsfachplatin · (104 Wo.)UK                                                                                               | US188 (1 Wo.)US | Erstveröffentlichung: 11. April 2001     |
| 2003 | You Gotta Go There to Come Back  | DE60 (4 Wo.)DE | — | CH39 (14 Wo.)CH | UK1 ×2Doppelplatin · (53 Wo.)UK                                                                                                   | — | Erstveröffentlichung: 2. Juni 2003       |
| 2005 | Language. Sex. Violence. Other?  | DE39 (5 Wo.)DE | AT50 (2 Wo.)AT | CH34 (5 Wo.)CH | UK1 ×2Doppelplatin · (44 Wo.)UK                                                                                                   | — | Erstveröffentlichung: 14. März 2005      |
| 2007 | Pull the Pin                     | DE100 (1 Wo.)DE | — | CH40 (2 Wo.)CH | UK1 Gold · (15 Wo.)UK | — | Erstveröffentlichung: 10. Oktober 2007   |
| 2009 | Keep Calm and Carry On           | — | — | — | UK11 Gold · (10 Wo.)UK | — | Erstveröffentlichung: 16. November 2009  |
| 2013 | Graffiti on the Train            | DE69 (1 Wo.)DE | AT63 (1 Wo.)AT | — | UK3 Platin · (39 Wo.)UK | — | Erstveröffentlichung: 4. März 2013       |
| 2015 | Keep the Village Alive           | DE49 (1 Wo.)DE | AT36 (1 Wo.)AT | CH30 (2 Wo.)CH | UK1 Gold · (26 Wo.)UK | — | Erstveröffentlichung: 11. September 2015 |
| 2017 | Scream Above the Sounds          | — | — | CH43 (1 Wo.)CH | UK2 Gold · (17 Wo.)UK | — | Erstveröffentlichung: 27. Oktober 2017   |
| 2019 | Kind                             | — | — | CH54 (1 Wo.)CH | UK1 Gold · (15 Wo.)UK | — | Erstveröffentlichung: 25. Oktober 2019   |
| 2022 | Oochya!                          | DE49 (1 Wo.)DE | — | CH22 (2 Wo.)CH | UK1 (6 Wo.)UK | — | Erstveröffentlichung: 4. März 2022       |